# Diclonomyces stilomedonis
Diclonomyces stilomedonis är en svampart som beskrevs av Thaxt. 1931. Diclonomyces stilomedonis ingår i släktet Diclonomyces och familjen Laboulbeniaceae.   Inga underarter finns listade i Catalogue of Life.